# Christian Raymond
Christian Raymond (ur. 24 grudnia 1943 w Avrillé) – francuski kolarz torowy i szosowy, brązowy medalista torowych mistrzostw świata.

## Kariera
Największy sukces w karierze Christian Raymond osiągnął w 1973 roku, kiedy zdobył brązowy medal w wyścigu ze startu zatrzymanego zawodowców podczas mistrzostw świata w San Sebastián. W zawodach tych wyprzedzili go jedynie dwaj Holendrzy: Cees Stam i Piet de Wit. Raymond startował głównie w wyścigach szosowych, wygrywając między innymi Route de France w 1964 roku oraz kryteria w Périers w 1967 roku, Fougères w 1970 roku i Rieux w 1974 roku. Ośmiokrotnie startował w Tour de France, wygrywając jeden z etapów w 1970 roku. W 1964 roku Christian wystartował na igrzyskach olimpijskich w Tokio, gdzie w szosowym wyścigu ze startu wspólnego zajął 95. pozycję.